# Jialingpus
Jialingpus (лат.) — ихнород тероподовых динозавров. Следы единственного ихновида Jialingpus yuechiensis были найдены в озёрных отложениях формации Пэнлайчжэнь. Голотип SCFP-24 обнаружен в верхнеюрских (оксфордский ярус) отложениях уезда Юэчи в заповеднике Хуанлун, Китай. Вместе с этими следами обнаружены следы более мелкого теропода Minisauripus, на которого могли охотиться Jialingpus. Следы, похожие на Jialingpus, описаны также из отложений верхней юры Польши и Испании и нижнего мела Германии и Китая.